# Fetornitins
Els fetornitins (Phaethornithinae) són una de les subfamílies de colibrís, per tant pertanyen a la família dels troquílids (Trochilidae). Els membres d'aquesta subfamília viuen a la regió neotropical, des de Mèxic fins a l'Argentina. Genèricament reben el nom d'colibrís ermitans 

## Descripció
Aquestes espècies no presenten l'habitual dimorfisme sexual dels colibrís. Presenten iridescències tant les plomes dels mascles com les de les femelles, però de qualsevol manera, aquestes són menors que les dels mascles dels troquilins.

## Alimentació
La major part dels Faetornitins s'alimenten principalment del nèctar de flores d'Heliconia, i altres flors com Centropogon, Passiflore, Costus, etc. En menor mesura també mengen artròpodes.

## Taxonomia
S'ha revisat la taxonomia d'algunes de les espècies en els últims anys, sobretot en la taxonomia de Hinkelmann & Schuchmann (1997). Per exemple algunes subespècies de Phaethornis avui són considerades espècies amb tot el dret. Hi ha certes controvèrsies amb les espècies Threnetes leucurus i Threnetes niger, considerades la mateixa espècie per alguns autors. Tres espècies fins ara incloses en aquesta subfamília, Androdon aequatorialis, Doryfera ludovicae i Doryfera johannae són avui en dia incloses als troquilins.
S'han descrit 6 gèneres amb 37 espècies: 
- Ramphodon, amb una espècie: colibrí ermità becserrat (Ramphodon naevius).
- Eutoxeres, amb dues espècies.
- Glaucis, amb tres espècies.
- Threnetes, amb tres espècies.
- Anopetia, amb una espècie: colibrí ermità cuaample (Anopetia gounellei).
- Phaethornis, amb 27 espècies.